# Plagideicta confluens
Plagideicta confluens är en fjärilsart som beskrevs av Embrik Strand 1921. Plagideicta confluens ingår i släktet Plagideicta och familjen nattflyn. Inga underarter finns listade i Catalogue of Life.